# Beast of Reincarnation
『Beast of Reincarnation』（ビースト・オブ・リンカネーション）は、2026年に発売予定のXbox Series X/S、PlayStation 5、Microsoft Windows用アクションアドベンチャーゲーム。開発はゲームフリーク、販売はFictionsが担当する。
2023年5月に『Project Bloom』として制作が発表され、2025年6月9日に配信された「Xbox Games Showcase 2025」で正式に発表された。
文明崩壊後の西暦4026年の日本を舞台に、穢れ人として疎まれてきた主人公エマが相棒の腐蝕犬クゥと共に、人類を絶滅から救うため世界崩壊の原因を探る旅に出る。